# 乌贪訾离
乌贪訾离国，西域古国。位于今新疆石河子附近的玛纳斯县。国王治所在于娄谷，离长安10330里。四十一户，二百三十一口，胜兵57人，东与单桓、南与且弥、西与乌孙接。属官辅国侯、左右都尉各一人。东汉以后，成为车师的属地。

## 外部連結
[在维基数据编辑]
 《欽定古今圖書集成·方輿彙編·邊裔典·烏貪訾離部》，出自陈梦雷《古今圖書集成》